# Starsiedel
Starsiedel è una delle 11 municipalità (Ortschaft) che compongono la città tedesca di Lützen, nel Land della Sassonia-Anhalt.

## Storia
Dal 1º gennaio 2010 il comune di Starsiedel è stato accorpato alla città di Lützen.

## Geografia antropica
Oltre al capoluogo la frazione comprende la località di Kölzen.